# 1330 Spiridonia
1330 Spiridonia (1925 DB) là một tiểu hành tinh vành đai chính được phát hiện ngày 17 tháng 2 năm 1925 bởi V. Albitzkij ở Simeis.